# تي (ملكة)
تي، هي ملكة مصرية قديمة غير حاكمة أو زوجة ملك، عاشت في عهد الأسرة الثامنة عشرة، وهي زوجة الملك آي، وقد كانت أم الملكة نفرتيتي من الرضاعة ومربيتها الخاصة.
وقد شغل زوجها مناصب هامة في بلاط العديد من الملوك - أمنحتب الثالث وأخناتون وتوت عنخ آمون - قبل أن يرتقي هو العرش بنفسه بعد توت عنخ آمون الذي جاءت نهاية حكمه كنهاية للحكام الشرعيين في العالئة الملكية الممتدة منذ الملك أحمس الأول. ولكن يعتقد أن للملك آي - زوج الملكة تي - صلة بالعائلة المالكة؛ فربما كان شقيق الملكة تيي (زوجة أمنحتب الثالث).

## عائلتها
في نقوش من فترة العمارنة تلقب الملكة تي بـ «مرضعة الزوجة الملكية العظيمة». وهذا يدل على أنه حتى لو كان آي والد نفرتيتي، فلم تكن تي والدتها. ووفقا لهذه النظرية، ربما كانت زوجة آي الثانية بعد وفاة والدة نفرتيتي. ومع ذلك، لا يلقب أي من الملك آي وزوجته الملكة تي أبدا بألقاب تقول إنهما كانا أباً وأماً لنفرتيتي، وعلاقة تي الوحيدة مع نفرتيتي كانت أنها «مرضعة الملكة العظيمة نفرتيتي»، وهذا اللقب يجب أن يعني أن آي لم يكن والد نفرتيتي. وقد اقترح أن موت بنرت (شقيقة نفرتيتي) كانت ابنة آي وتي وتزوجت في وقت لاحق من حورمحب، خليفة آي على سدة الحكم. ومع ذلك فإن اسم موت بنرت واسم موت نجمت زوجة الملك حورمحب ليسا متطابقين مما يعني أنهما كانتا سيدتين مختلفتين تماماً. ومن الممكن أيضا أن ولي عهد الملك آي، نخت مين، كان ابنه، ربما من الملكة تي.
قد يكون للملكة تي أخت تسمى موت إم نوب؛ فأحد أحد كبار الشخصيات المسمى آى وكان كاهنا ثانيا للإله آمون، وكاهن موت والخادم الخاص الملكة تي على تمثال (الآن في متحف بروكلين)، ذكر والديه على التمثال على أنهما موت إم نوب ونخت مين. ويقال أن موت إم نوب شقيقة الملكة تي، وعادة ما يفسر النقش على أنه يعني أنها كانت شقيقة الملكة تي، زوجة الملك أي.

## في تل العمارنة
تم تصوير تي في مقبرة غير مستخدمة كانت في الأصل لزوجها في تل العمارنة. فعلى الجدار الشمالي، تظهر مكافأة آي من الملك إخناتون على الجانب الشرقي منه. فيتم عرض آي وتي أمام نافذة الظهور. ويظهر أخناتون في تاج خبرش (تاج الحرب) ونفرتيتي في تاجها الأزرق المعروف (في هذه الحالة مزين بثلاث حيات ملكية)، وتظهر كذلك الأميرات ميريت آتون ومعكت آتون وعنخس إن با آتون في النافذة كذلك. ويبدو أن الملك والملكة يلقيان المكافآت إلى آي وتي، في حين أن عنخس إن با آتون تقف على وسادة أمام نفرتيتي مداعبة ذقنها.
كما ذكرت الملكة تي على صندوق خشبي، منقوش للكاتب الحقيقي للملك الذي يحبه، قائد القوات، المشرف على الفرسان، ووالد الإله، آي. ويذكر النص: الشخص الأغلى قيمة، وحيد رع، المقدّر من قبل زوجة الملكة العظمى، ربة المنزل، تي.

## آثارها ومدفنها
تم تصوير الملكة تي في مقبرة آي (مقبرة 23) في وادي الملوك. وهي تظهر خلف آي في مشهد حيث يبدو أن أي يسحب زهور اللوتس من المستنقع الذي هم فيه على مركب. والصور في المقبرة إلى حد ما تضررت بشدة. وقد تكون تي دفنت مع زوجها في WV23، فشظايا من عظام بشرية لأنثى وجدت في المقبرة، وقد تكون العظام للملكة تي.
وصورت تي أيضا في مقام صخري مخصص لإله الخصوبة مين في أخميم.

## ألقابها
عندما ارتقى الملك آي سدة العرش بعد وفاة توت عنخ آمون، أصبحت تي زوجته الملكية العظيمة، وحملت ألقاب:
- الأميرة الوراثية.
- عظيمة الثناء.
- ربة الأرضين.
- زوجة الملك العظيمة وحبيبته.
- سيدة الشمال والجنوب (سيدة الأرضين).[10]